# Уфимовский
Уфи́мовский — посёлок в Дергачёвском районе Саратовской области. Входит в состав Октябрьского муниципального образования. Основан в 1929 году.

## География
Посёлок находится на расстоянии примерно 28 км (по прямой) к юго-востоку от посёлка городского типа Дергачи, административного центра района.

## Население
| 2002 | 2010 |
| ---- | ---- |
| 159  | ↘123 |

### Национальный состав
Согласно результатам переписи 2002 года, в национальной структуре населения казахи составляли 78 % из 159 чел.